# Saint-Martin-de-Blagny
Saint-Martin-de-Blagny település Franciaországban, Calvados megyében. Lakosainak száma 120 fő (2022. január 1.). Saint-Martin-de-Blagny Bernesq, La Folie, Le Molay-Littry, Rubercy, Sainte-Marguerite-d’Elle, Saonnet és Tournières községekkel határos.

## Népesség
A település népessége az elmúlt években az alábbi módon változott:
| Lakosok száma | 219  | 139  | 124  | 125  | 130  | 132  | 131  | 127  | 125  | 120  |
|               | 1968 | 1982 | 1990 | 2006 | 2013 | 2015 | 2017 | 2019 | 2020 | 2022 |